# Hispidicarpomyces
Hispidicarpomyces är ett släkte av svampar. Hispidicarpomyces ingår i familjen Hispidicarpomycetaceae, ordningen Lulworthiales, klassen Sordariomycetes, divisionen sporsäcksvampar och riket svampar.
| Hispidicarpomyces | \| \| Hispidicarpomyces galaxauricola \| \| \| \| |
|                   | \| \| Hispidicarpomyces galaxauricola \| \| \| \| |
|                   | Hispidicarpomyces galaxauricola                   |
|                   |                                                   |

|  | Hispidicarpomyces galaxauricola |
|  |                                 |